# Eufor Althea
European Union Force Althea, (Eufor Althea eller Operation Athea)  är Europeiska unionens (genom Eufor) insats i Bosnien och Hercegovina för att övervaka att Daytonavtalet (fredsavtalet) mellan Bosnien och Hercegovina, Jugoslavien och Kroatien följs. Eufor tog över övervakningen från NATO-ledda SFOR-styrkan den 2 december 2004. I praktiken ändrades endast namnet då ca 80 % av trupperna stannade kvar. 
Eufor Althea bemannas av personal från 19 EU-länder och 5 icke EU-länder.   
De huvudsakliga målen för Eufor Operation Althea är: 
- Att stödja Bosnien och Hercegovinas ansträngningar för att upprätthålla en säker och trygg miljö i Bosnien och Hercegovina.
- Att ge kapacitetsuppbyggnad och utbildning stöd till Bosnien och Hercegovinas försvarsmakt (AFBiH).

Eufor stöder genomförandet av ett antal uppgifter som har överförts från verksamheten till lokala myndigheter, till exempel: Verksamhet för att begränsa skador av minor som lades ut under kriget. Militär och civil kontroll av förflyttningar, lagring och hantering av vapen och ammunition. Eufor fortsätter att aktivt ge stöd till Internationella krigsförbrytartribunalen för f.d. Jugoslavien (ICTY) i jakten på personer som åtalats för krigsförbrytelser, men man noterar samtidigt att ansvaret för ett fullständigt samarbete med ICTY vilar på de Bosniska myndigheterna.  
En multinationell manöverbataljon (MNBN) är baserad i Sarajevo. Den multinationella manöverbataljonen är baserad på Camp Butmir och består av soldater från Österrike, Turkiet och Ungern. Eufor behåller sin närvaro i hela landet genom utplacerade Liaison and Observation Teams (LOT). Eufor behåller sin förmåga att reagera i hela landet till eventuella hot mot säkerheten. Den operative chefen är General Sir Richard Shirreff (UK). Kommittén för utrikes- och säkerhetspolitik (KUSP) utövar den politiska kontrollen och den strategiska ledningen av operationen, under ansvar av Europeiska unionens råd. 
Mandatet är FN:s säkerhetsråd resolution 1575 (2004) som godkände insatsen. Europeiska rådets beslut den 12 juli 2004: 2004/570/CFSP, Säkerhetsrådets resolution 2074 (2012) förlängning till november 2013.

## Sveriges bidrag
Sveriges bidrag till Eufor Althea har varit inriktad på underhållstjänst. Det svenska bidraget fick beteckningen EB01 och bestod (2004) av cirka 70 personer. Sedan följde "EB02" osv. tom EB07 (2008), som bestod av cirka 20 personer. Styrkans huvuddel var förlagd på den tidigare amerikanska basen Camp Eagle Base i Tuzla.
Sverige har efter det periodvis bidragit till en del utbildnings- och utvecklingsinsatser för AFBiH (Armed Forces Bosnia Hercegovina) inom ammunitionshantering samt genom att sända instruktörer och rådgivare till så kallade Mobile Training Teams.
Sverige bidrar sedan november 2012 med två stabsofficerare. De är stationerade på Eufor högkvarter i Sarajevo. 